# Jerry Ross (ruimtevaarder)
Jerry Lynn Ross (Crown Point, 20 januari 1948) is een Amerikaans voormalig ruimtevaarder. Ross' eerste ruimtevlucht was STS-61-B met de spaceshuttle Atlantis en vond plaats op 27 november 1985. Tijdens deze missie werden drie communicatiesatellieten in een baan rond de aarde gebracht.
In totaal heeft Ross zeven ruimtevluchten op zijn naam staan. Tijdens zijn missies maakte hij negen ruimtewandelingen. In 2002 werd hij de eerste astronaut die zeven maal in de ruimte vloog. Alleen Franklin Chang-Diaz evenaarde dat record.

## Memorabilia vanuit de ruimte
Tijdens de STS-74-missie nam Jerry Ross verschillende stukken tartan en andere kleine stukjes materiaal mee. Selecties van deze stukken werden na terugkomst verstuurd aan de verschillende Ross Associations.
Een van deze pakketten bevindt zich in Nederland, bij het hoofd van de Nederlandse tak van de Ross-familie. Een zelfde pakket werd ook toegezonden aan de Clan Ross Associations van Nieuw-Zeeland, Australië, Canada, de Verenigde Staten en aan het Tain and District museum in Tain voor de "Ross collectie" die zich daar bevindt en aan de chief of Clan Ross, David Ross of Ross.